# Jules Zeller
Pour les articles homonymes, voir Zeller.
Jules Zeller, né le 23 avril 1819 à Paris 2e et mort le 25 juillet 1900 à Paris 16e, est un historien français.

## Biographie
Après de brillantes études au collège Charlemagne, Zeller a commencé son droit, avant de se tourner vers la littérature et l’histoire et d’aller passer quelque temps en Allemagne. Reçu agrégé d'histoire et géographie en 1844, il est reçu docteur ès lettres en 1849. Il est professeur d'histoire aux lycées de Bordeaux en 1844, de Rennes en 1845 et de Strasbourg en 1850, professeur d’histoire à la Faculté des lettres d’Aix de 1854 à 1858 puis, l'année suivante, maître de conférences à l'École normale supérieure, enseignant, en outre, un cours complémentaire d’histoire moderne en Sorbonne comme suppléant d’Eugène Rosseeuw Saint-Hilaire, et professeur d’histoire à l'École polytechnique en 1863, en remplacement de Victor Duruy.
En 1870, il est nommé recteur de l'académie de Strasbourg au moment du siège de cette ville, et n'a pu exercer ses fonctions que, pour rapatrier les fonctionnaires de l'enseignement restés français, puis inspecteur général de l'enseignement supérieur de 1876 à 1888, dont il a exercé les fonctions jusqu’à la suppression de cet emploi par mesure budgétaire au 1er avril 1888, date à laquelle il a pris sa retraite.
Il est élu membre de l'Académie des sciences morales et politiques en 1874, en remplacement de Jules Michelet, et il est président de l'Institut de France en 1886.
Jules Zeller est le père de l'historien Berthold Zeller, et le beau-père d'Achille Luchaire.
Décoré de la Légion d’honneur le 14 août 1863, il a été promu officier le 14 octobre 1873, et commandeur le 29 décembre 1886. Il a été fait officier de l'ordre des Saints-Maurice-et-Lazare en 1880.

## Principales publications
- Ulrich de Hutten, sa vie, ses œuvres, son époque. Histoire du temps de la Réforme, 1849.
- Histoire de l'Italie depuis l'invasion des barbares jusqu'à nos jours, 1853.
- Épisodes de l'histoire d'Italie. Les Vêpres siciliennes, Nicolas Rienzi, la prise de Rome par le connétable de Bourbon, Masaniello et le duc de Guise, 1856.
- Les Empereurs romains, caractères et portraits historiques, 1862.
- Abrégé de l'histoire d'Italie depuis la chute de l'Empire romain jusqu'en 1864, Paris, L. Hachette, 1865, 2e éd., iii-546 p. (OCLC 794643816, lire en ligne sur Gallica).
- Entretiens sur l'histoire, Antiquité et Moyen âge, 2 vol., 1865.
- Entretiens sur l'histoire du XVIe siècle. Italie et Renaissance, 1868.
- Histoire d'Allemagne, 7 vol., 1872-1891.
- Les Tribuns et les révolutions en Italie : Jean de Procida, Arnaud de Brescia, Nicolas Rienzi, Michel Lando, Masaniello, Paris, Didier, 1874, iv-387 p., in-18 (OCLC 2763344, lire en ligne sur Gallica).
- Pie IX et Victor-Emmanuel : histoire contemporaine de l’Italie, 1846-1878, Paris, Didier, 1879, iv-572 p., in-8º (OCLC 12733064, lire en ligne sur Gallica).
- François Ier, Paris, Hachette, 1882, 192 p., pl., portr. ; in-16 (OCLC 459230216).
- Un empereur et un pape au Moyen âge : l'empereur allemand Henri IV et le pape Grégoire VII, Paris, Firmin-Didot, 1875 (OCLC 5457842).
- Italie et Renaissance : politique, lettres, arts, 1882-1883.
- Louis XI, Paris, 1882 (réimpr. 1884), 191 p., in-8º (OCLC 600525587).
- Histoire résumée d'Italie, depuis la chute de l'Empire romain jusqu'à la fondation du royaume italien, à la mort de Pie IX et de Victor-Emmanuel II, 1886.
- Histoire résumée de l'Allemagne et de l'Empire germanique, leurs institutions au Moyen âge, 1889.